# Atamańszczyzna
Atamańszczyzna – zjawisko występowania licznych oddziałów militarnych, z reguły nieregularnych, dowodzonych przez watażków określanych atamanami, działających na terenie Ukrainy w latach 1918-1920. Oddziały te charakteryzowały się niesubordynacją względem władz Hetmanatu, a później częstym wypowiadaniem posłuszeństwa wobec Dyrektoriatu Ukraińskiej Republiki Ludowej z powodu własnych motywów politycznych (chęć wywarcia wpływu na władze bądź jej obalenie) lub osobistych (chęć wzbogacenia się).
Współcześnie termin „atamańszczyzna” stosuje się jako synonim potocznie rozumianej anarchii i określa się tak sytuację wewnętrznej dezorganizacji, która może doprowadzić do upadku państwa.